# ЮАР на летних Олимпийских играх 2000
ЮАР принимала участие в Летних Олимпийских играх 2000 года в Сиднее (Австралия) в шестнадцатый раз за свою историю, и завоевала две серебряные и три бронзовые медали.

## Медали

### 02!Серебро
- Плавание (200 метров, брасс, мужчины) — Роланд Марк Шёман.
- Лёгкая атлетика (прыжки в высоту, женщины) — Хестри Клоэт.

### 03!Бронза
- Лёгкая атлетика (бег, 400 метров с барьерами, мужчины) — Ллевеллин Херберт.
- Лёгкая атлетика (метание диска, мужчины) — Франц Крюгер.
- Плавание (100 метров, брасс, женщины) — Пенни Хейнс.

## Результаты соревнований

### Академическая гребля
В следующий раунд из каждого заезда проходили несколько лучших экипажей (в зависимости от дисциплины). В финал A выходили 6 сильнейших экипажей, остальные разыгрывали места в утешительных финалах B-D.
Мужчины
| Соревнование | Спортсмены                    | Предварительный заезд | Предварительный заезд | Предварительный заезд | Отборочный заезд | Отборочный заезд | Отборочный заезд | Полуфинал | Полуфинал | Полуфинал | Финал   | Финал   | Итоговое место |
| Соревнование | Спортсмены                    | Заезд                 | Время                 | Место                 | Заезд            | Время            | Место            | Заезд     | Время     | Место     | Время   | Место   | Итоговое место |
| ------------ | ----------------------------- | --------------------- | --------------------- | --------------------- | ---------------- | ---------------- | ---------------- | --------- | --------- | --------- | ------- | ------- | -------------- |
| двойки       | Рамон ди Клементе Донован Чех | 2                     | 6:43,23               | 2 Q                   | не участвовали   | не участвовали   | не участвовали   | 1         | 6:33,15   | 3 Q       | Финал A | Финал A | 6              |
| двойки       | Рамон ди Клементе Донован Чех | 2                     | 6:43,23               | 2 Q                   | не участвовали   | не участвовали   | не участвовали   | 1         | 6:33,15   | 3 Q       | 6:43,10 | 6       | 6              |

### Велоспорт
Победители определялись по результатам одного соревновательного дня. В гите победителей определяли по лучшему времени, показанному на определённой дистанции, а в гонке по очкам и мэдисоне по количеству набранных баллов.
Мужчины
| Спортсмен  | Соревнование | Результат         | Место |
| Спортсмен  | Соревнование | Время Очки        | Место |
| ---------- | ------------ | ----------------- | ----- |
| Гарен Блох | Гит с места  | 1:04,478 (+2,869) | 8     |

### Дзюдо
Спортсменов — 1
Соревнования по дзюдо проводились по системе на выбывание. В утешительные раунды попадали спортсмены, проигравшие полуфиналистам турнира. Два спортсмена, одержавших победу в утешительном раунде, в поединке за бронзу сражались с проигравшими в полуфинале.
Женщины
| Спортсмен   | Категория | 1/16                                 | 1/8                | Четвертьфиналы     | Полуфиналы         | Первый доп. раунд  | Утешительный четвертьфинал | Утешительный полуфинал | За 3 место Финал   | Место |
| Спортсмен   | Категория | Соперник Результат                   | Соперник Результат | Соперник Результат | Соперник Результат | Соперник Результат | Соперник Результат         | Соперник Результат     | Соперник Результат | Место |
| ----------- | --------- | ------------------------------------ | ------------------ | ------------------ | ------------------ | ------------------ | -------------------------- | ---------------------- | ------------------ | ----- |
| Тания Талли | до 48 кг  | Чжао Шуньсинь (CHN) пор. 0011 — 0101 | Не прошла          | Не прошла          | Не прошла          | Не прошла          | Не прошла                  | Не прошла              | Не прошла          | 18    |

### Плавание
Спортсменов — 12
В следующий раунд на каждой дистанции проходили лучшие спортсмены по времени, независимо от места занятого в своём заплыве.
Мужчины
| Спортсмен                                                   | Соревнование          | Предварительные заплывы | Предварительные заплывы | Полуфиналы | Полуфиналы | Финал     | Финал     |
| Спортсмен                                                   | Соревнование          | Результат               | Место                   | Результат  | Место      | Результат | Место     |
| ----------------------------------------------------------- | --------------------- | ----------------------- | ----------------------- | ---------- | ---------- | --------- | --------- |
| Рик Нитлинг                                                 | 200 м вольный стиль   | DNS                     | DNS                     | Не прошёл  | Не прошёл  | Не прошёл | Не прошёл |
| Рик Нитлинг                                                 | 400 м вольный стиль   | 3:48,08                 | 3                       |            |            | 3:48,52   | 8         |
| Симон Тирск                                                 | 100 м на спине        | 57,06                   | 30                      | Не прошёл  | Не прошёл  | Не прошёл | Не прошёл |
| Бретт Петерсен                                              | 100 м брасс           | 1:02,20                 | 11                      | 1:01,42    | 5          | 1:01,63   | 7         |
| Теренс Паркин                                               | 100 м брасс           | 3:03,11                 | 28                      | Не прошёл  | Не прошёл  | Не прошёл | Не прошёл |
| Теренс Паркин                                               | 400 м комплекс        | 4:18,14                 | 8                       |            |            | 4:16,92   | 5         |
| Роланд Шуман Брендон Дедекайнд Николас Фолкер Теренс Паркин | 4х100 м вольный стиль | 3:21,28                 | 11                      |            |            | Не прошли | Не прошли |

Женщины
| Спортсменка       | Соревнование      | Предварительные заплывы | Предварительные заплывы | Полуфиналы | Полуфиналы | Финал     | Финал     |
| Спортсменка       | Соревнование      | Результат               | Место                   | Результат  | Место      | Результат | Место     |
| ----------------- | ----------------- | ----------------------- | ----------------------- | ---------- | ---------- | --------- | --------- |
| Мэнди Лутс        | 100 м баттерфляем | 59,94                   | 16                      | 59,63      | 12         | Не прошла | Не прошла |
| Ренате дю Плессис | 100 м баттерфляем | 4:01,32                 | 28                      | Не прошла  | Не прошла  | Не прошла | Не прошла |
| Шарлин Виттсток   | 100 м на спине    | 1:03,18                 | 17                      | Не прошла  | Не прошла  | Не прошла | Не прошла |
| Пенни Хейнс       | 100 м брасс       | 1:07,85                 | 2                       | 1:08,33    | 5          | 1:07,55   |           |
| Сара Пове         | 100 м брасс       | 1:08,06                 | 4                       | 1:07,48    | 1          | 1:07,85   | 4         |

### Стрельба
Спортсменов — 1
После квалификации лучшие спортсмены по очкам проходили в финал, где продолжали с очками, набранными в квалификации. В некоторых дисциплинах квалификация не проводилась. Там спортсмены выявляли сильнейшего в один раунд.
Мужчины
| Спортсмен   | Соревнование | Квалификация | Место | Финал     | Место     | Всего | Место |
| ----------- | ------------ | ------------ | ----- | --------- | --------- | ----- | ----- |
| Франс Сварт | Трап         | 109          | 23    | Не прошёл | Не прошёл | 109   | 23    |

### Триатлон
Спортсменов — 2
Триатлон дебютировал в программе летних Олимпийских игр. Соревнования состояли из 3 этапов — плавание (1,5 км), велоспорт (40 км), бег (10 км).
Мужчины
| Спортсмен     | Соревнование      | Плавание | Велоспорт | Бег      | Итоговое время | Место | Отставание |
| ------------- | ----------------- | -------- | --------- | -------- | -------------- | ----- | ---------- |
| Конрад Штольц | личное первенство | 18:47,39 | 57:38,60  | 33:58,40 | 1:50:24,39     | 20    | +02:00,37  |

Женщины
| Спортсмен  | Соревнование      | Плавание | Велоспорт  | Бег      | Итоговое время | Место | Отставание |
| ---------- | ----------------- | -------- | ---------- | -------- | -------------- | ----- | ---------- |
| Лизель Мур | личное первенство | 21:01,48 | 1:08:32,90 | 38:43,81 | 2:08:18,19     | 30    | +07:37,67  |